# 大石あやか
大石 あやか（おおいし あやか、1981年7月7日 - ）は、日本の元AV女優。
東京都出身。血液型：O型。身長154cm、スリーサイズ：B81（C-65）、W58、H83、靴のサイズ22.5。特技は華道。

## 略歴
- 2002年 - 『記憶』でAVデビュー。

- 現在は引退しているがその素人っぽさや透明感を惜しむ声が未だに高い[要出典]。

## 作品

### アダルトビデオ
- 記憶（2002年12月31日、KUKI）

- 性的モノローグ（2003年1月30日、KUKI）

- The Idol 大石あやか（2003年3月21日、KUKI）

- KUKI ピンクファイルで魅せる 大石あやか（2007年12月14日、KUKI）

## 書籍

### 写真集
- digi-KISHIN!  Accidents TOKYO あやか（撮影：シノヤマキシン、2002年6月15日朝日出版社体裁：A5判、136ページ）
- Vol.1 すっぱい (木造家屋にて)_auth01~51
- Vol.2 あまい (別荘にて)_auth201~250
- Vol.3 にがい (菜の花にて)_auth301~343
- Vol.4 しょっぱい（桜）_auth401~442
- Vol.5 ソナタ （ピアノ）_auth501~553
- Vol.6 バラード (エレクトーン)　_auth601~639 6部構成　全278枚